# Paulownia elongata
Paulownia elongata är en tvåhjärtbladig växtart som beskrevs av Shiu Ying Hu. Paulownia elongata ingår i släktet Paulownia och familjen Paulowniaceae. Inga underarter finns listade i Catalogue of Life.